# 123 a. C.
El año 123 a. C. fue un año del calendario romano prejuliano. En el Imperio romano, fue conocido como el año 631 Ab Urbe condita.

## Acontecimientos
- Conquista de las Baleares por el cónsul romano Q. Cecilio Metelo.[1]
- Anexión del sur de la Galia por Roma, para crear la provincia Galia Narbonense.
- Cayo Sempronio Graco elegido Tribuno de la Plebe.